# Deutsche Straßen-Radmeisterschaften 2010

Logo des Einzelzeitfahrens und Straßenrennens

Die Deutschen Straßen-Radmeisterschaften 2010 fanden vom 25. bis 27. Juni in Sangerhausen statt. Das Straßenrennen der Männer U23 wurde bereits am 13. Juni in Erfurt ausgetragen.

## Einzelzeitfahren

### Frauen
| Platz | Athletin            | Zeit          |
| ----- | ------------------- | ------------- |
| 1     | Judith Arndt        | 34:33,71 min  |
| 2     | Charlotte Becker    | + 0:35,85 min |
| 3     | Hanka Kupfernagel   | + 1:06,28 min |
| 4     | Claudia Häusler     | + 1:38,69 min |
| 5     | Ina-Yoko Teutenberg | + 1:40,68 min |
| 6     | Sarah Düster        | + 1:47,01 min |
| 7     | Lisa Brennauer      | + 1:59,02 min |
| 8     | Elke Gebhardt       | + 2:02,75 min |
| 9     | Trixi Worrack       | + 2:02,99 min |
| 10    | Madeleine Sandig    | + 2:16,56 min |

Länge: 28 km

Start: Freitag, 25. Juni, Start 12:30 Uhr MESZ

Strecke: Sangerhausen – Wallhausen – Hohlstedt – Bennungen und zurück
Es kamen 54 Athleten ins Ziel.

### Männer
| Platz | Athlet             | Zeit          |
| ----- | ------------------ | ------------- |
| 1     | Tony Martin        | 35:15,46 min  |
| 2     | Patrick Gretsch    | + 0:37,79 min |
| 3     | Jens Voigt         | + 0:43,34 min |
| 4     | Bert Grabsch       | + 0:57,79 min |
| 5     | Roger Kluge        | + 1:11,25 min |
| 6     | Stefan Schäfer     | + 1:17,19 min |
| 7     | Tobias Erler       | + 1:37,09 min |
| 8     | Martin Reimer      | + 2:13,79 min |
| 9     | Sergej Fuchs       | + 2:17,03 min |
| 10    | Friedrich Meingast | + 2:44,70 min |

Länge: 34,5 km

Start: Freitag, 25. Juni, Start 15:30 Uhr MESZ

Strecke: Sangerhausen – Wallhausen . Hohlstedt –
Bennungen und zurück – Hohlstedt – Wallhausen – Martinsrieth. – Sangerhausen
Es kamen 26 Athleten ins Ziel.

### Männer U23
| Platz | Athlet          | Zeit          |
| ----- | --------------- | ------------- |
| 1     | Marcel Kittel   | 36:41,34 min  |
| 2     | Michel Koch     | + 0:03,59 min |
| 3     | Michael Weicht  | + 0:14,36 min |
| 4     | Johannes Kahra  | + 0:28,37 min |
| 5     | John Degenkolb  | + 0:50,71 min |
| 6     | Nils Plötner    | + 0:56,68 min |
| 7     | Maximilian May  | + 1:08,82 min |
| 8     | Michael Hümbert | + 1:08,84 min |
| 9     | Thomas Juhas    | + 1:11,02 min |
| 10    | Yannick Mayer   | + 1:15,91 min |

Länge: 34,5 km

Start: Freitag, 25. Juni, Start 14:30 Uhr MESZ

Strecke: Sangerhausen – Wallhausen – Hohlstedt –
Bennungen und zurück – Hohlstedt – Wallhausen – Martinsrieth. – Sangerhausen
Es kamen 70 Athleten ins Ziel.

## Straßenrennen

### Frauen
| Platz | Athletin            | Zeit         |
| ----- | ------------------- | ------------ |
| 1     | Charlotte Becker    | 3:23:34 h    |
| 2     | Judith Arndt        | + 0:02 min   |
| 3     | Trixi Worrack       | + 0:14 min   |
| 4     | Ina-Yoko Teutenberg | + 6:00 min   |
| 5     | Angela Hennig       | gleiche Zeit |
| 6     | Lisa Brennauer      | + 6:02 min   |
| 7     | Claudia Häusler     | gleiche Zeit |
| 8     | Madeleine Sandig    | + 6:14 min   |
| 9     | Birgit Söllner      | + 6:56 min   |
| 10    | Martina Zwick       | + 6:57 min   |

Länge: 126,6 km (9,74 km 13 Runden)

Start: Sonntag, 26. Juni, Start 16:00 Uhr MESZ

Strecke: Sangerhausen „Sangerhäuser Runde“
Es kamen 36 Athleten ins Ziel.

### Männer
| Platz | Athlet                 | Zeit         |
| ----- | ---------------------- | ------------ |
| 1     | Christian Knees        | 4:37:36 h    |
| 2     | Steffen Radochla       | + 0:50 min   |
| 3     | Andreas Schillinger    | + 0:51 min   |
| 4     | Tony Martin            | + 1:36 min   |
| 5     | Dominic Klemme         | gleiche Zeit |
| 6     | Markus Eichler         | + 1:40 min   |
| 7     | Markus Fothen          | + 1:44 min   |
| 8     | Frank Dressler-Lehnhof | + 1:52 min   |
| 9     | Christoph Pfingsten    | + 2:04 min   |
| 10    | David Hesselbarth      | + 4:24 min   |

Länge: 204,5 km (9,74 km 21 Runden)

Start: Sonntag, 26. Juni, Start 11.00 Uhr MESZ

Strecke: Sangerhausen „Sangerhäuser Runde“
Es kamen 85 Athleten ins Ziel.

### Männer U23
| Platz | Athlet            | Zeit         |
| ----- | ----------------- | ------------ |
| 1     | John Degenkolb    | 4:37:35 h    |
| 2     | Michel Koch       | + 0:06 min   |
| 3     | Martin Gründer    | + 0:31 min   |
| 4     | Maximilian May    | gleiche Zeit |
| 5     | Michael Weicht    | gleiche Zeit |
| 6     | Nikias Arndt      | gleiche Zeit |
| 7     | Philipp Ries      | gleiche Zeit |
| 8     | Pascal Weerts     | gleiche Zeit |
| 9     | Sebastian Baldauf | gleiche Zeit |
| 10    | David Bartl       | gleiche Zeit |

Länge: 185,9 km (5 Runden à 7,44 km)

Start: Sonntag, 13. Juni, Start 10:00 Uhr MESZ

Strecke: Erfurt – Greußen – Sondershausen – Kelbra – Bad Frankenhausen – Kindelbrück – Sömmerda – Erfurt
Es kamen 93 Athleten ins Ziel.